# Nadereh
Nadereh är ett persiskt kvinnonamn. Det fanns år 2007 30 personer som hade Nadereh som förnamn i Sverige, varav 28 som tilltalsnamn.